# Santos Alessandro
Santos Alessandro (三都主 アレサンドロ (Tam-Đô-Chủ Alessandro) Santosu Aresandoro, sinh ngày 20 tháng 7 năm 1977 tại Maringá, Brasil), thường được gọi là Alex, là một cựu cầu thủ bóng đá người Nhật Bản sinh ra tại Brasil. Anh đến Nhật Bản năm 1994, trở thành công dân Nhật năm 2001 và chơi cho đội tuyển Nhật tại World Cup 2002 và 2006.
Alex rời Brasil năm 16 tuổi để chơi bóng đá ở trình độ trung học tại Nhật Bản và đã gia nhập câu lạc bộ Shimizu S-Pulse của J. League ngay sau khi học xong trung học năm 1997. Vào năm 1999 anh đoạt giải cầu thủ nổi tiếng nhất năm của J. League. Do đó khi anh xin vào quốc tịch Nhật Bản năm 2001, anh đã được chấp thuận nhanh chóng.
Anh khoác áo lần đầu tiên cho đội tuyển Nhật Bản vào ngày 21 tháng 3 năm 2002 trong trận đấu với Ukraina. Anh cũng được huấn luyện viên Philippe Troussier chọn cho đội tuyển Nhật Bản để tham dự Giải vô địch bóng đá thế giới của năm đó. Alex trở thành người sinh tại nước ngoài thứ hai chơi cho Nhật Bản tại World Cup; người đầu tiên là Wagner Lopes, cũng sinh tại Brasil, đã chơi cho đội tuyển Nhật Bản tại World Cup 1998. Trước Alex và Lopes đã có Ruy Ramos, cũng sinh tại Brasil, trở thành công dân Nhật Bản để chơi cho đội tuyển quốc gia Nhật Bản trong năm 1994, nhưng Nhật Bản đã không vượt qua được vòng loại cho World Cup 1994  Lưu trữ ngày 27 tháng 9 năm 2007 tại Wayback Machine.
Vào tháng 8 năm 2002, Alex bằng lòng gia nhập câu lạc bộ Charlton Athletic của Premier League. Tuy nhiên, vì chưa có đủ số lần khác áo cho một đội tuyển quốc gia (một đòi hỏi cho tất cả các cầu thủ sinh ra ngoài Liên minh châu Âu muốn chơi cho một câu lạc bộ tại châu Âu), anh đã bị chính phủ Anh từ chối cấp giấy tờ cho phép hành nghề; anh, do đó, đã phải trở lại với Shimizu cho đến hết mùa năm đó.
Vào tháng 1 năm 2004, anh rời Shimizu để gia nhập Urawa Red Diamonds.
Sau khi Zico (một cựu cầu thủ nổi tiếng của Brasil) trở thành huấn luyện viên cho đội tuyển quốc gia Nhật Bản, Alex đã được chọn đặc biệt cho cánh bên trái của đội tuyển Nhật Bản. Alex thường giữ vị trí hậu vệ biên khi đội tuyển chơi với đội hình 4-4-2 hay vị trí tiền vệ khi đội tuyển chơi với đội hình 3-5-2.
Alex được chọn lên đội tuyển Nhật Bản tham dự World Cup 2006. Trong vòng đấu bảng của World Cup 2006, anh đã giúp Tamada Keiji ghi một bàn thắng trong trận đấu với đội nơi anh sinh ra, đội Brasil.

## Các giải thưởng
- Cúp bóng đá châu Á: 2004
- Cúp các câu lạc bộ đoạt cúp bóng đá quốc gia châu Á: 1999
- Cúp Hoàng đế: 2002
- Siêu cúp Xerox: 2002
- Cầu thủ nổi tiếng nhất năm của J. League: 1999
- Đội tuyển của J. League: 1999

## Hình ảnh công cộng
- Bài hát 1,2, Santos, được viết bởi nhạc sĩ Alessandra Mirka Gatti cho album ULTRA'S STADIUM-I GOT THE FEVER, là được viết về Alex.
- Nhân vật chính của bộ phim Anime "Goal FH: Field Hunter" cũng lấy hình mẫu là Alex.